# 수난곡
수난곡(受難曲)은 배우의 연기 없이 무대에 올려지는 성악을 주로 한 종합 예술이다. 이러한 의미에서 오라토리오와 비슷하지만, 성경의 사복음서를 기초로 한 예수 그리스도의 생애를 주로 담았다는 데에서 차이가 있고, 독일 계열 작곡가들에게 주로 쓰인 개념이다. 수난 또는 수난곡을 뜻하는 영어 'Passion' 2세기에 나타난 라틴어 passio에서 유래하며, 예수의 생애와 고난이란 의미를 담고 있다.
사복음서명을 따서 '마태오 수난곡', '마르코 수난곡', '루카 수난곡', '요한 수난곡'의 4개가 있다. 

## 역사
옛날부터 성(聖) 금요일이나 성주간(聖週間)에는 수난극이나 이와 비슷한 행사를 하였다. 12세기경부터 복음서에 따라 그리스도 수난의 이야기를 3인의 신부가, 한 사람은 복음사가(福音史家)의 역(테너)을, 또 한 사람은 그리스도의 역(베이스)을, 나머지 한 사람은 군중의 역(알토)을 맡아 낭독조로 노래하는 습관이 되었다. 이것이 그 뒤의 수난곡의 기원이다. 이와 같은 형식으로 된 수난곡을 '코랄 수난곡'이라 하며, 대략 17세기경까지 만들어졌다. 특히 유명한 작품으로는 쉬츠의 《마태오 수난곡》이 있다. 이와 함께 16세기-17세기에는 다른 타입의 '모테토 수난곡'이 생겼다. 이것은 텍스트의 전체를 등장인물의 수와 관계없이 일관하여 모테토풍의 다성부 합창으로 노래한다. 음악사적으로 가장 중요한 것은 17세기 중엽경에 성립한 '오라토리오 수난곡'이다. 이것은 일반적으로 성서의 텍스트를 자유롭게 시로 만들어 코랄 또는 솔로의 아리아 형식으로 삽입되어 있기 때문에, 형식적으로도 아리아, 레치타티보, 합창, 통주저음, 기악반주를 썼으며, 오라토리오의 형태와 흡사하다. 이 장르의 대표적 작품으로는 바흐의 《요한 수난곡》과 고금 최대의 걸작이라고 칭찬받고 있는 《마태오 수난곡》이 있다.

## 구성
- 복음사가의 레치타티보
- 예수
- 제자들의 독창 및 합창
- 아리아

## 대표적인 수난곡
- 요한 제바스티안 바흐, 사복음서 모두 작곡했다고 전해지나, 마태오 수난곡, 요한 수난곡만이 전해진다.
- 하인리히 쉬츠

## 참고 문헌
- 이 문서에는 다음커뮤니케이션(현 카카오)에서 GFDL 또는 CC-SA 라이선스로 배포한 글로벌 세계대백과사전의 내용을 기초로 작성된 글이 포함되어 있습니다.